# Рожалін Володимир Григорович
Рожалін Володимир Григорович (? — ?) — старшина Дієвої армії УНР.

## Біографія
Народився на Чернігівщині. 
Станом на 1 січня 1910 року — підпоручик 4-го Східно-Сибірського гірського артилерійського дивізіону (місто Нерчинськ). Останнє звання у російській армії — підполковник.
З 12 березня 1918 року — старшина для доручень Головного артилерійського управління Військового міністерства УНР.
З 25 січня 1919 року — начальник канцелярії Головного артилерійського управління Військового міністерства УНР. 
Подальша доля невідома.